# Neomitranthes cordifolia
Neomitranthes cordifolia là một loài thực vật thuộc họ Myrtaceae. Đây là loài đặc hữu của Brasil.